# Banque de Savoie
La cosiddetta "prima" Banque de Savoie fu la banca centrale della Savoia.

## Storia
Con editto reale del 1840 era stata fondata la Banque d'Annecy, con un privilegio di dieci anni.
La Banque de Savoie fu fondata con legge del 1851 come banca centrale della Savoia con privilegio di conio ed emissione della moneta avente corso legale. La banca era costituita in forma di società anonima di credito (prestito al 5%), sconto ed emissione. Aveva la sede legale ad Annecy e una succursale a Chambéry.
Il capitale iniziale era di 800 000 lire sarde, poi aumentate a 1,6 milioni nel 1853 e a 2 milioni tre anni più tardi, per raggiungere infine i 4 milioni di lire sarde nel 1860.
In seguito al Trattato di Torino del 1860, la Savoia fu ceduta alla Francia. L'accordo garantiva a titolo definitivo la perpetuità del privilegio reale concesso da Carlo Alberto alla Banque de Savoie per l'emissione della moneta fiduciaria ufficiale del ducato di Savoia e il suo rispetto da parte delle autorità francesi.
Nel 1864 la Banque de Savoie chiese di effettuare un aumento di capitale a 40.000.000 franchi. Come risposta, l'anno successivo un decreto imperiale di Napoleone III sancì la cessione del privilegio d'emissione della Banque de Savoie alla Banque de France, in violazione del Trattato sottoscritto dalle stessi autorità francesi.